# Oxytropis pseudoglandulosa
Oxytropis pseudoglandulosa är en ärtväxtart som beskrevs av Valery Ivanovich Grubov. Oxytropis pseudoglandulosa ingår i släktet klovedlar, och familjen ärtväxter. Inga underarter finns listade i Catalogue of Life.